# Kóičiró Hirajama
Kóičiró Hirajama (japonsky 平山 紘一郎; * 9. září 1946 Kagošima, Japonsko) je bývalý japonský zápasník, reprezentant v zápase řecko-římském. Stříbrný a bronzový medailista z olympijských a vítěz Asijských her.
Hirajama vybojoval v kategorii do 52 kg stříbrnou medaili na olympijských hrách v Mnichově v roce 1972 a o čtyři roky později na hrách v Montréalu ve stejné kategorii bronzovou medaili. V roce 1973 vybojoval šesté a v roce 1975 čtvrté místo na mistrovství světa. V roce 1974 zvítězil na Asijských hrách.